# Ланьи, Шаролта
Шаролта Ланьи (Шарлотта Лани, венг. Lányi Sarolta; 6 июня 1891, Секешфехервар, Транслейтания — 10 ноября 1975, Будапешт) — венгерская поэтесса и переводчица художественной литературы с русского на венгерский язык.

## Биография

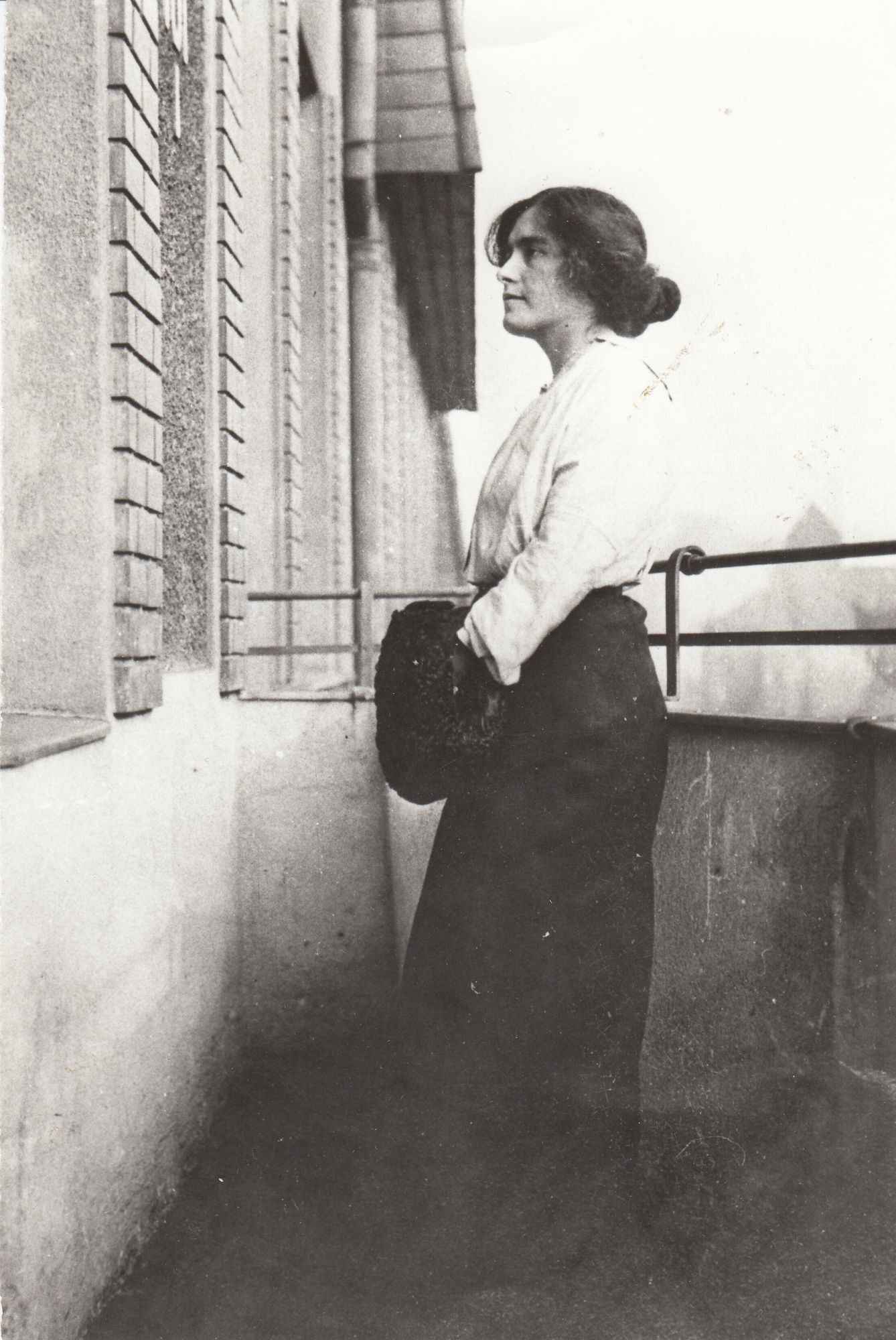
Шаролта Ланьи в 1910-х годах в Будапеште

Родилась 6 июня 1891 года в Секешфехерваре в Австро-Венгрии. Её отцом был дирижёр и композитор Эрнё Ланьи (урождённый Лангсфельд, 1861—1923), с 1907 года — директор музыкальной школы в городе Сабадка (ныне Суботица в Сербии). Младшая сестра Шаролты — Хедвиг (Lányi Hedvig (Hedda); 1894–1984) в юности с 1906 по 1910 год была возлюбленной писателя Дежё Костоланьи. В 1910 году Дёже порвал с Хедвиг, встретив свою будущую жену Илону Хармош (Harmos Ilona; 1885—1967).

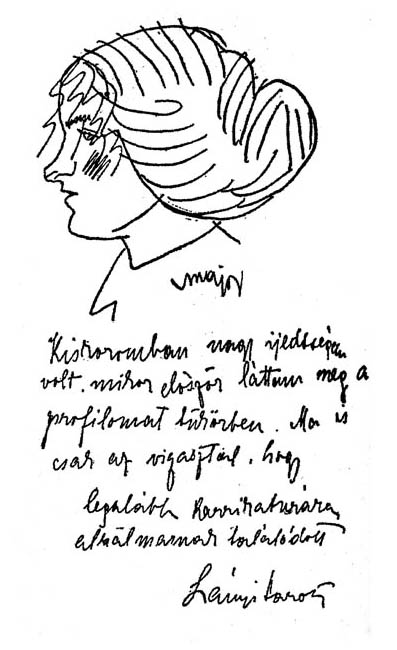
Карикатура Хенрика Майора на Шаролту Ланьи, опубликованная в 1913 году

В 1909 году окончила педагогический институт (ныне в составе Нови-Садского университета) в городе Сабадка.

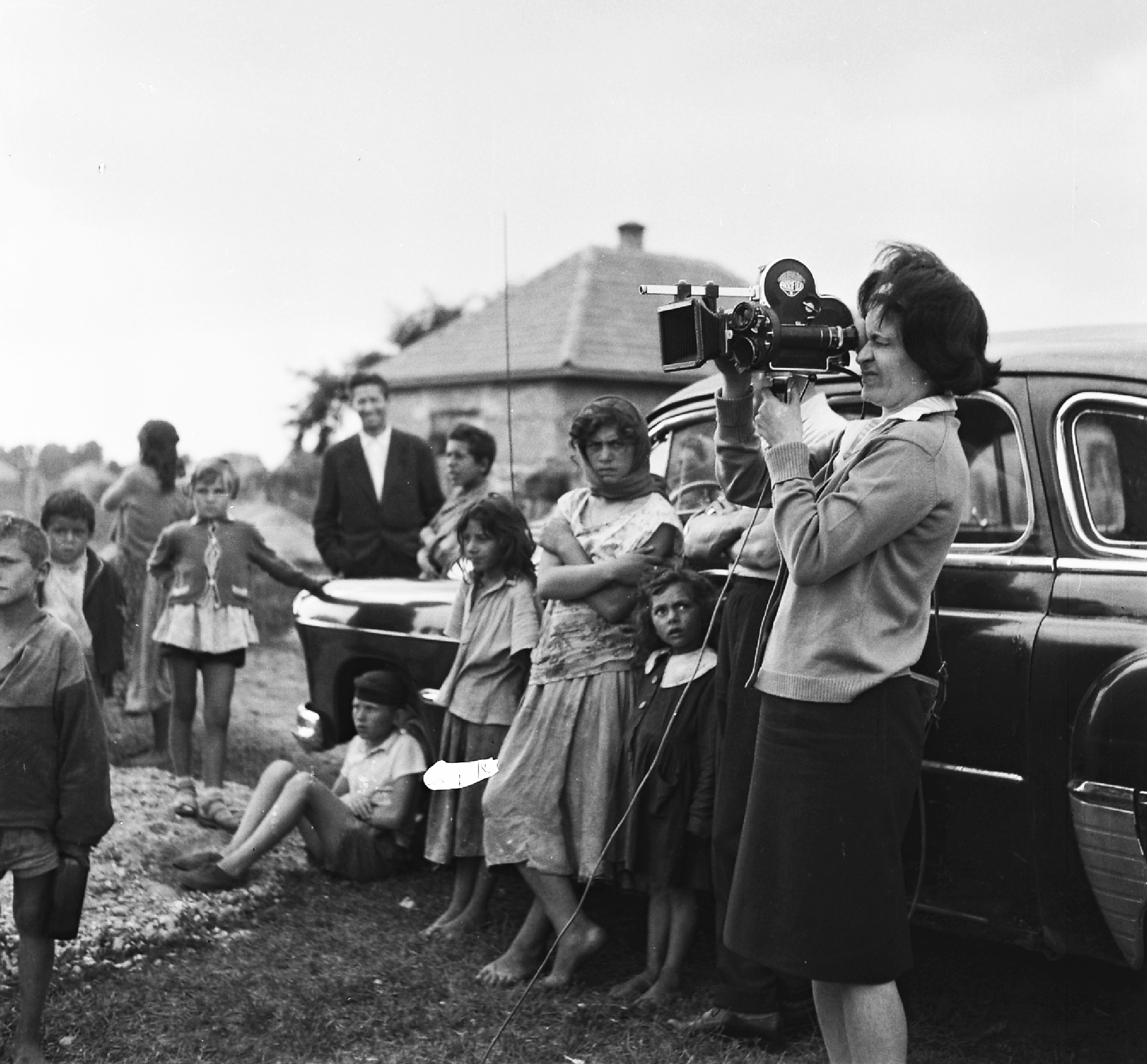
С камерой — Анна Цобель (1918—2012), дочь Шаролты Ланьи в 1961 году

С 1911 по 1918 год работала учительницей в начальной школе в будапештском пригороде Андьяльфёльде. Хорошо играла на пианино.
В 1914 году, перед Первой мировой войной познакомилась с будущим мужем — видным коммунистом Эрнё (Эрнестом Осиповичем) Цобелем (1886—1953), братом художника Белы Цобеля (1883—1976). Эрнё был легко ранен на войне и демобилизован по ранению. В 1915 году Шаролта вышла замуж. Шаролта была католичкой, её муж — иудеем. Участвовала в рабочем движении.
В 1918 году родилась её дочь Анна (Anna Czóbel; 1918—2012).
Её муж был участником революции, в результате которой 21 марта 1919 года была провозглашена Венгерская советская республика. Назначен послом Венгерской советской республики в Вене. После падения Венгерской советской республики в 1919 году, Цобель уже на следующий день арестован и помещён в тюрьму на улице Марко. Шаролта на момент ареста ещё кормила грудью дочь. Был арестован также брат Шаролты, Виктор Геза Ланьи (1889—1962). Позднее Цобеля отправили в лагерь в Залаэгерсеге. Через три года заключения СССР по договору обменял Цобеля вместе с другими политзаключёнными на пленных офицеров австро-венгерской армии, Цобель уехал с первым транспортом. В марте 1922 года Цобель оказался в СССР. Шаролта Ланьи с дочерью Анной, которой тогда было 3 с половиной года, последовала за мужем в СССР.
В Москве Цобель с апреля 1922 года работал в научно-исследовательском Институте К. Маркса и Ф. Энгельса (ИМЭ), созданном в 1921 году, где заведовал научной частью. С мая 1929 года Цобель заведовал немецкой частью ИМЭ.
Цобелю дали двухкомнатную квартиру при институте. Шандор Варьяш, сотрудник Института красной профессуры устроил Анну Цобель в детский сад при институте. Первое Рождество Цобели встречали с художниками, студентами ВХУТЕМАСа венгром Виктором Тоотом и его женой Верой Кизевальтер (1899—1982). В школе (ныне Пятьдесят седьмая школа) Анна Цобель училась с приёмной дочерью главы государства Михаила Калинина, Анной (урождённая Васильева; 1916—1965).
Шаролта Ланьи сотрудничала со многими венгерскими коммунистическими газетами.
В 1936 году Цобель был арестован и осуждён на 10 лет лагерей. Шаролта Ланьи работала в библиотеке. С 1938 года Шаролта Ланьи работала в редакции издававшегося в Москве на венгерском языке журнала Új Hang («Новый голос»), главного редактора которого — Шандора Барту расстреляли в 1938 году. С 1940 года работала на венгерской радиостанции имени Кошута (Kossuth Rádió), созданной в Москве Заграничным бюро ЦК КПВ под руководством Йожефом Реваи.
Её дочь Анна Цобель училась в 1936—1940 гг. во ВГИКе, а после окончания института работала оператором на московской киностудии «Союздетфильм». С началом Великой Отечественной войны киностудия была эвакуирована в Сталинабад (Таджикская ССР). Анна дружила с Галиной Дрейцер (1918—2021), дочерью большевика Ефима Дрейцера, осуждённого на показательном Первом московском процессе и расстрелянного в 1936 году, и сестрой Анатолия Гладилина.
По запросу генерального секретаря ЦК компартии Венгрии Матьяша Ракоши была отправлена на родину в начале 1945 года Анна Цобель. На родину Шаролта Ланьи вернулась в 1946 году. В 1946 году был освобождён её муж. После освобождения Цобель работал в венгерской редакции Издательства литературы на иностранных языках в Москве. Цобель вернулся в Будапешт 17 октября 1947 года, где умер от рака лёгких.
Публиковалась в газете Új Szó («Новое слово»), основанной Белой Иллешем. В 1950—1956 гг. работала в редакции еженедельника Союза венгерских писателей — Irodalmi Újság («Литературная газета»), главным редактором которого был Бела Иллеш.
Анна Цобель работала на студии «Mafilm», была оператором венгерской съёмочной группы на летних Олимпийских играх 1952 года в Хельсинки.
Антонина Пирожкова, вдова писателя Исаака Бабеля посетила Будапешт в 1966 году и навестила Анну Цобель, жившую с матерью и дочерью Лидой:
Вспоминаю, что в один из визитов в это семейство я долго сидела с Шарлоттой Лани на залитом солнцем просторном балконе их квартиры. Мы разговаривали, читали её стихи. Шарлотту в Венгрии называли «прекрасная душа» и сравнивали с Анной Ахматовой. Она — очень тихая, милая, добрая и грустная женщина.
Умерла в Будапеште 10 ноября 1975 года в возрасте 84 лет.

## Творчество
Литературную деятельность начала в группе вокруг литературного журнала Nyugat («Запад»), основанного в Будапеште в 1908 году. Дебютировала в 1912 году со сборником «Подарок» (Ajándék). Раннее творчество развивалось в русле символизма. В 1915 году опубликовала сборник A távozó. В 1922 году опубликовала сборник «Мои дни» (Napjaim).
Литературная энциклопедия даёт такую оценку творчеству Шаролты Ланьи:
Её первые стихи (собранные к трёх сборниках) представляют типичные образцы субъективной интеллигентской лирики. Позже творчество Л. приближается к пацифистской лирике; в нём запечатлелись события венгерской революции. В СССР (куда Л. эмигрировала вслед за своим мужем) творчество писательницы становится более актуальным, хотя ещё и продолжает оставаться в рамках субъективной революционной лирики.
После возвращения на родину опубликовала сборники «Несчитанные годы» (Számlálatlan évek, 1947), «Осенний сад» (Öszi kert, 1956), «Зимний рассвет» (Téli hajnal, 1971).
Переводила русскую литературу: поэму Блока «Двенадцать», «Жди меня» Константина Симонова, целый ряд произведений Льва Толстого, Антона Чехова, Максима Горького, Ильи Эренбурга, Валентина Катаева, Тараса Шевченко, многие стихотворения Пушкина, Лермонтова, Тютчева, Маяковского, Исаковского, Суркова, «Хождение по мукам» А. Н. Толстого, «Тихий Дон» М. А. Шолохова и других авторов.
28 произведений Пушкина в переводе Шаролты Ланьи, Антала Гидаша, Лёринца Сабо и Гезы Кепеша опубликованы в антологии Az orosz irodalom kincsesháza («Сокровищница русской литературы»). Ланьи выступила составительницей антологии русской поэзии на венгерском языке Orosz költők («Русские поэты»), опубликованной в Будапеште в 1947 году. Антология открывается отрывками из «Слова о полку Игореве» в переводе Шаролты Ланьи. В антологии представлено 18 стихотворений Пушкина в переводе Шаролты Ланьи и Антала Гидаша. Творчество Пушкина представлено стихотворениями «К Чаадаеву», «Зимний вечер», «Во глубине сибирских руд» («Послание в Сибирь»), «Зима» в переводе Шаролты Ланьи.
В 1959 году в издательстве Gondolat («Мысль») вышел сборник статей «Советская литература» под редакцией и со вступительной статьей профессора Ласло Кардоша. Шаролта Ланьи написала для сборника статью о советском писателе Алексее Толстом.
В 1948 году получила Премию имени Баумгартена, в 1950 и 1972 годах — премию имени Аттилы Йожефа.
В 1982 году опубликован сборник «Испытание» (Próbatétel).
Некоторые стихотворения Шаролты Ланьи переведены на русский язык, в частности Риммой Казаковой.

### Переводы
- Метерлинк, Морис. На смерть собачки : Пер. с фр. — Egy kis kutya halálára, 1919, 1920
- Золя, Эмиль. Мечта (роман) : Пер. с фр. — Az álom, 1928
- Бобровская, Цецилия Самойловна. Как эти провокаторы выглядели — Ismerjétek meg őket. Hat provokátor. М.—Л., Издательское товарищество иностранных рабочих в СССР (A Szovjetunióban élő külföldi munkások kiadóvállalata), 1933 (Библиотека журнала Sarló és Kalapács[венг.] («Серп и молот»). Вып. 20)
- Горбатов, Борис Леонтьевич. Непокорённые : повесть — Akiket nem lehet leigázni, 1946, 1977
- Манн, Клаус. Мефистофель. История одной карьеры : роман : Пер. с нем. — Egy karrier regénye, 1957
- Анна Зегерс. Решение : роман : Пер. с нем. — Döntés, 1960
- Симонов, Константин Михайлович. Чужая тень : пьеса — Idegen árnyék, 1949
- Пиляр, Юрий Евгеньевич. Всё это было! : повесть — A halál foglyai, 1958
- Кетлинская, Вера Казимировна. Мужество : роман — Az ifjú város, 1949, 1951, 1953
- Петров, Евгений Петрович. Остров мира : комедия в 4 актах — A béke szigete, 1948
- Н. Кальма. Тетрадь Андрея Сазонова : повесть — Andrej naplója, 1948, 1950
- Чуковский, Корней Иванович. Телефон : сказка в стихах — A telefon, 1948, 1949
- Петров, Николай Васильевич — A színházi rendezés útjai, 1947
- Барто, Агния Львовна. Игра — Játékok, 1947
- Чехов, Антон Павлович. Каштанка : рассказ — Kastanka, 1948
- Чехов, Антон Павлович. Человек в футляре : рассказ — A tokbabújt ember, 1948, 1959
- Чехов, Антон Павлович. Чёрный монах : повесть — A fekete barát, 1979
- Чехов, Антон Павлович. Студент (рассказ)[26] : рассказ — A diák, 1979
- Чехов, Антон Павлович. Рассказ старшего садовника : рассказ — A főkertész elbeszélése, 1979
- Чехов, Антон Павлович. Отрывок : рассказ — Töredék, 1979
- Федин, Константин Александрович. Санаторий Арктур : роман — Az Arkturusz szanatórium, 1954
- Салтыков-Щедрин, Михаил Евграфович. Повесть о том, как один мужик двух генералов прокормил : сказка — Hogyan tartott jól egy paraszt két generálist, 1946
- Салтыков-Щедрин, Михаил Евграфович — Mesék, 1951
- Николаева, Галина Евгеньевна. Жатва : роман — Az aratás, 1951, 1953
- Станиславский, Константин Сергеевич — Színészetika, 1949, 1964
- Пришвин, Михаил Михайлович. Кладовая солнца : повесть — Csudacsalit, 1951
- Макаренко, Антон Семёнович. Книга для родителей — Szülők könyve, 1950
- Макаренко, Антон Семёнович. Флаги на башнях : повесть — Igor és társai, 1948, 1949, 1950, 1954; Zászlók a bástyán, 1952
- Макаренко, Антон Семёнович. Лекции о воспитании детей — Előadások a gyermeknevelésről a szülők számára, 1954, 1958
- Кошевая, Елена Николаевна. Повесть о сыне — Fiam története. Hogyan lett Kosevoj az Ifjú Gárda hőse?, 1949
- Толстой, Алексей Николаевич. Хождение по мукам : трилогия — Golgotha, 1946, 1948, 1949, 1951, 1955, 1958, 1960, 1961, 1962, 1964, 1977, 1978, 1982
- Максим Горький. Как я учился : рассказ — Ahogy én tanultam, 1949
- Максим Горький. Про Иванушку-дурачка : сказка — Bolondoska Ivanuska, 1952, 1953, 1956, 1972
- Эренбург, Илья Григорьевич. Буря : роман — Vihar, 1948, 1949, 1951, 1953, 1954, 1971
- Эренбург, Илья Григорьевич — Mado aláírást gyűjt, 1953
- Эренбург, Илья Григорьевич. Девятый вал : роман — Kilencedik hullám, 1953, 1955
- Катаев, Валентин Петрович. Цветик-семицветик : сказка — Hétszínvirág, 1948, 1949, 1955, 1962, 1978